# یواس‌اس اورسول (دی‌یی-۴۰۴)
یواس‌اس اورسول (دی‌یی-۴۰۴) (به انگلیسی: USS Eversole (DE-404)) یک زیردریایی بود که طول آن ۳۰۶ فوت (۹۳ متر) بود. این زیردریایی در سال ۱۹۴۳ ساخته شد.